# Скулптура „Жетелица“ у Београду
Скулптура „Жетелица“ се налази у Београду, изливена је 1852. године и налази се у Топчидерском парку као једини сачувани и најстарији примерак украсне парковске скулптуре Београда из 19. века.
Представља богињу земљорадње Цереру у природној величини, у ставу контрапоста са снопом жита у рукама. Рад је бечког вајара Фиделиса Кимела и изливена је у Бечу. Изливена у цинку и пресвучена бакарном кошуљицом представља добар рад академског реалиизма. Сигнирана је годином 1852. Постављена је у Топчидерском парку у другој половини 19. века, када су скулптуре у Београду биле права реткост.